# Ankosus filamentus
Ankosus filamentus är en insektsart som beskrevs av Paul W. Oman 1952. Ankosus filamentus ingår i släktet Ankosus och familjen dvärgstritar. Inga underarter finns listade i Catalogue of Life.